# Wiper (malware)
En seguridad informática, es un tipo de software malicioso diseñado para borrar de manera permanente la información almacenada en los dispositivos que infecta. A diferencia de otros programas maliciosos como el ransomware, cuyo objetivo suele ser extorsionar a las víctimas, los wiper buscan inutilizar sistemas enteros mediante la destrucción de datos, ya sea del disco duro u otra memoria estática del ordenador infectado, sin posibilidad de recuperación. Este tipo de ataques se ha observado con frecuencia en contextos de conflictos geopolíticos y en actividades de hacktivismo.

## Ejemplos
Un malware conocido como «Wiper» se utilizó supuestamente en ataques contra compañías petroleras iraníes. En 2012 la Unión Internacional de Telecomunicaciones proporcionó a Kaspersky Lab discos duros supuestamente dañados por Wiper para su análisis. Aunque no se pudo encontrar una muestra del supuesto malware Kaspersky descubrió rastros de una pieza separada de malware conocida como Flame.
El malware Shamoon contenía un mecanismo de borrado de disco; se empleó en ataques de malware en 2012 y 2016 dirigidos a empresas energéticas saudíes y utilizaba un controlador comercial de acceso directo a unidades conocido como Rawdisk. La variante original sobrescribía los archivos con porciones de una imagen de una bandera de los Estados Unidos quemándose. La variante de 2016 era casi idéntica salvo que utilizaba una imagen del cuerpo de Alan Kurdi en su lugar.
Se utilizó un componente de borrado como parte del malware empleado por el grupo Lazarus, una asociación de ciberdelincuentes con presuntos vínculos con Corea del Norte, durante el ciberataque a Corea del Sur de 2013, y el hackeo a Sony Pictures de 2014. El hackeo de Sony también utilizó RawDisk.
En 2017 ordenadores de varios países, Ucrania entre los más destacados, fueron infectados por Not Petya, que es una variante del ransomware Petya que era un wiper en sentido funcional. El malware infecta el registro de arranque maestro con una carga útil que cifra la tabla de archivos interna del NTFS sistema de archivos. Aunque seguía exigiendo un rescate se descubrió que el código se había modificado significativamente, de modo que la carga útil no podía revertir realmente sus cambios incluso si el rescate se pagaba con éxito.
Durante los ciberataques a Ucrania de 2022 se descubrieron diversas variantes de malware wiper en sistemas informáticos relacionados con Ucrania. Bautizados por los investigadores como Caddy Wiper, Hermetic Wiper, Isaac Wiper y Fox Blade, los programas mostraban poca relación entre sí, lo que hizo especular con la posibilidad de que hubieran sido creados especialmente para esta ocasión por diferentes actores patrocinados por el estado ruso. 

## Solución
La redundancia reactiva es una posible solución para la protección contra la destrucción de datos. Los investigadores son capaces de crear sistemas capaces de analizar los búferes de escritura antes de que lleguen a un medio de almacenamiento, determinar si la escritura es destructiva y preservar los datos bajo destrucción.